# Игра Эндера (фильм)
«Игра Эндера» (англ. Ender's Game) — научно-фантастический кинофильм режиссёра Гэвина Худа по одноимённому роману Орсона Скотта Карда. Премьера в США состоялась 28 октября 2013 года, в России — 31 октября 2013 года.

## Сюжет
Человечество ведёт борьбу с враждебными инопланетянами — Жукерами (англ. formics). Для подготовки будущих офицеров, которые будут командовать наступлением на планету жукеров, правительство отбирает одаренных детей для обучения в Боевой школе. Эндер Виггин (Эндер — искажённое имя Эндрю; кроме того, его можно перевести как «тот, кто заканчивает; завершитель» от англ. end — «конец; заканчивать») — третий ребёнок в семье. Его старший брат Питер не подошёл для Боевой школы из-за чрезмерной жестокости, сестра Валентина — наоборот, имеет слишком мягкий характер. Руководитель Боевой школы полковник Хайрам Графф считает, что Эндер — именно тот, кто будет командовать всей армией наступления. Он ставит Эндера в положение ренегата, и тот вынужден быстрее обучаться и завоёвывать авторитет среди других учащихся.
После Боевой школы Эндера отправляют в Командную школу, где его учителем становится Мэйзер Ракхейм — герой войны, победивший жукеров в прошлой военной кампании. Обучение Эндера проходит в виде интерактивных компьютерных игр — он управляет космическими кораблями в сражениях с жукерами. Эндер является главнокомандующим армией, а офицерами — его друзья из военной школы.
Во время финального экзамена Эндер разрушает планету жукеров и узнаёт, что на самом деле экзамен был реальным сражением, и он одержал победу в войне. Но Эндер считает, что жукеры не желали больше нападать на Землю и хотели переговоров, а не сражений.
Он находит кокон, в котором находится личинка королевы жукеров, и отправляется в путешествие по Вселенной уже в звании адмирала в поисках нового дома для неё.

## В ролях
- Эйса Баттерфилд — Эндрю «Эндер» Виггин[9]
- Харрисон Форд — полковник Хайрам Графф[10]
- Хейли Стейнфилд — Петра Арканян[11]
- Бен Кингсли — Мэйзер Ракхейм[12]
- Виола Дэвис — майор Гвен Андерсон[13]
- Мойзес Ариас — Бонзо Мадрид[10]
- Эбигейл Бреслин — Валентина Виггин[10]
- Арамис Найт — Боб[10]
- Джимми Пинчак — Питер Виггин[10]
- Сурадж Партасарати — Алаи[10]
- Коннор Кэролл — Бернард[10]
- Кайлин Рамбо — Динк Микер[10]
- Брэндон Су Ху — Муха Моло[12]
- Брендан Мейер — Стилсон[14]
- Стиви Рэй Дэллимор — Джон Виггин[15]
- Андреа Пауэлл — Тереза Виггин[15]
- Нонсо Анози — Сержант Дэп[15]

## Съёмки
Съёмки начались 27 февраля 2012 года и проходили в Новом Орлеане.

## Музыка
Музыку к фильму написал Стив Яблонски. Оригинальный саундтрек фильма был выпущен 22 октября 2013 года.
| №   | Название                 | Длительность |
| --- | ------------------------ | ------------ |
| 1.  | «Ender's War»            | 3:27         |
| 2.  | «Stay Down»              | 2:42         |
| 3.  | «Battle School»          | 1:56         |
| 4.  | «Move It Launchies»      | 0:56         |
| 5.  | «The Battle Room»        | 3:03         |
| 6.  | «Mind Game Part 1»       | 2:24         |
| 7.  | «Salamander Battle»      | 3:34         |
| 8.  | «Mind Game Part 2»       | 3:55         |
| 9.  | «Dragon Army»            | 2:24         |
| 10. | «Dragons Win»            | 3:53         |
| 11. | «Bonzo»                  | 1:37         |
| 12. | «Ender Quits»            | 6:22         |
| 13. | «Mazer Rackham»          | 2:34         |
| 14. | «Enemy Planet»           | 3:50         |
| 15. | «Command School»         | 2:42         |
| 16. | «Graduation Day»         | 1:28         |
| 17. | «Final Test»             | 6:02         |
| 18. | «Game Over»              | 2:36         |
| 19. | «The Way We Win Matters» | 6:14         |
| 20. | «Ender's Promise»        | 5:09         |
| 21. | «Commander»              | 3:33         |

## Критика
Рецензент «Афиши», Василий Миловидов, назвал экранизацию романа «холодной», несмотря на это «фильм снят близко к источнику». Критик сравнивает кинокартину с «недобрым» «Гарри Поттером» и «Звёздным десантом», «из которого вырезали всю сатиру». По мнению обозревателя, авторы делают «излишний акцент на борьбе героя с внутренними демонами», также он охарактеризовал Эйсу Баттерфилда, как актёра с «чересчур отрицательной харизмой».
Киноредактор журнала «Мир фантастики», Александр Гагинский, оценил фильм на 8 баллов из 10. Среди положительных черт фильма рецензент выделяет: «экранизация, близкая к оригиналу; гуманистическая мораль; операторская работа и спецэффекты», а из неудачных — «скомканная середина; нераскрытые персонажи; дубляж и перевод».
Критик журнала TimeOut, Максим Эйдис, оценил фильм на 3 звезды из пяти. Рецензент выделяет, что в фильме «главное место занимают не люди, а спецэффекты», однако из-за обилия спецэффектов за сюжетом фильма уследить сможет только «ребенок, выросшим на компьютерных стрелялках».
Евгений Ухов, рецензент портала «Фильм.ру», поставил кинокартине 6 баллов из 10 возможных. По мнению кинокритика, фильм имеет «сказочные» моменты, подходящие для младшего возраста, а «обилие насилия или размах откровенных сцен» — для молодых людей, но для подросткового возраста не предназначено ничего, хотя «литературная фантастика наиболее востребована именно недавними детьми». Критик низко оценил и первоисточник, книгу, по которой снята картина, отчего, по мнению Ухова, «история получилась поверхностной, упрощенной и непростительно „серой“ для яркого подросткового фантастического фильма».
Журнал «Люмьер» оценил фильм на 8 баллов из 10. Денис Корсаков, кинообозреватель газеты «Ведомости» отрицательно оценил картину, посчитав, что в фильме «постоянно возникает ощущение чего-то левого и паленого, чего-то ненатурального: и будущее, и герои выглядят какими-то неправдоподобными». Кинокритик издания «Газета.ru», Андрей Порховников, также низко оценил фильм.